# Heinz Bennent
Heinrich August Bennent (Stolberg, 15 juni 1921 – Lausanne, 12 oktober 2011) was een Duits toneel- en filmacteur. Hij speelde in meer dan 110 films. Ook in een aantal afleveringen van de populaire tv-serie Derrick.

## Biografie
Bennent werd geboren als zesde kind van een boekhouder. In zijn jeugd sloot hij zich aan bij de Hitlerjugend. Tijdens de Tweede Wereldoorlog was hij in dienst bij de Luftwaffe. Na de Tweede Wereldoorlog begon hij zijn carrière in Göttingen en verhuisde hij in de jaren zeventig naar Zwitserland waar hij tot zijn overlijden op 90-jarige leeftijd woonde. Naast zijn optredens in de films van Hans W. Geißendörfer, was een van zijn bekendste rollen die van Lucas Steiner aan de zijde van Catherine Deneuve in Le Dernier Métro (1980) van François Truffaut. In Princesse Marie (2004) van Benoît Jacquot speelde hij als Sigmund Freud opnieuw naast Deneuve, die dit keer Marie Bonaparte vertolkte.
Hij was de vader van de acteur David Bennent (de kleine Oskar in Die Blechtrommel) en van de actrice Anne Bennent.

## Filmografie (selectie)
- 1956: Die Tochter des Brunnenmachers
- 1959: Schneider Wibbel
- 1961: Das Rendezvous von Senlis (regie: Walter Rilla)
- 1959: Arzt aus Leidenschaft
- 1962: Das Schloß
- 1963: Detective Story – Polizeirevier 21 (regie: Theo Mezger)
- 1965: Der Nebbich (regie: Peter Zadek)
- 1965: Acht Stunden Zeit (regie: Paul May)
- 1967: Heiraten ist immer ein Risiko (regie: Arno Assmann)
- 1967: Das Kriminalmuseum: Die Spur führt nach Amsterdam
- 1967: Sherlock Holmes: Sechsmal Napoleon
- 1967: Ein Fremder klopft an (regie: Kurt Früh)
- 1967: Kopfstand, Madam!
- 1969: Tatort – Exklusiv!
- 1969: Nur der Freiheit gehört unser Leben
- 1970: Mord im Pfarrhaus
- 1970: Der Portland-Ring
- 1971: Tatort – AE612 ohne Landeerlaubnis
- 1972 Sonderdezernat K1: Vier Schüsse auf den Mörder
- 1972: Mandala (regie: Rainer Wolffhardt)
- 1972: Der Kommissar: Tod eines Schulmädchens
- 1972: Les Rendez-vous en forêt van Alain Fleischer
- 1974: Die Eltern van Hans W. Geißendörfer
- 1974: Perahim - Die zweite Chance van Hans W. Geißendörfer
- 1974: Une femme fatale (Regie: Jacques Doniol-Valcroze)
- 1975: Eiszeit
- 1975: Derrick - Paddenberg (televisieserie)
- 1975: Tatort: Wodka Bitter-Lemon (televisieserie)
- 1975: Section spéciale
- 1975: Die verlorene Ehre der Katharina Blum
- 1975: Das Netz
- 1975: Die Verwandlung
- 1975: Die verlorene Ehre der Katharina Blum van Volker Schlöndorff
- 1976: Néa - Ein Mädchen entdeckt die Liebe van Nelly Kaplan
- 1976: Lobster - Der Einarmige van Hans W. Geißendörfer
- 1976: Tatort - Zwei Leben (televisieserie)
- 1976: Die Wildente van Hans W. Geißendörfer
- 1977: Het slangenei van Ingmar Bergman
- 1978: Son of Hitler
- 1978: Der Mann im Schilf
- 1978: Deutschland im Herbst
- 1978: Brass Target
- 1978: Derrick - Lissas Vater (televisieserie)
- 1979: Schwestern oder die Balance des Glücks
- 1979: Die Blechtrommel van Volker Schlöndorff
- 1979: Clair de femme  van Costa-Gavras
- 1980: Le Dernier Métro van François Truffaut
- 1980: Lulu
- 1980: Uit het leven van marionetten van Ingmar Bergman
- 1981: Possession van Andrzej Zulawski
- 1981: Der Fall Maurizius
- 1982: Espion, lève-toi van Yves Boisset
- 1982: Derrick - Nachts in einem fremden Haus (televisieserie)
- 1982: Derrick - Geheimnisse einer Nacht (televisieserie)
- 1983: La mort de Mario Ricci (Regie: Claude Goretta)
- 1985: Gambit
- 1985: Derrick - Die Tänzerin
- 1989: Im Jahr der Schildkröte (Regie: Ute Wieland)
- 1993: Das Sahara-Projekt
- 1994: Maigret et le fantôme
- 1995: Jonas et Lila, à demain
- 1995: Tár úr steini
- 1995: Une femme française van Régis Wargnier
- 2000: Kalt ist der Abendhauch
- 2004: Princesse Marie van Benoît Jacquot

## Theaterstukken (selectie)
- 1966: Der Kirschgarten van Anton P. Tschechow, Regie: Peter Zadek
- ####: Der Pott van Tankred Dorst – Regie: Peter Zadek
- ####: Eiszeit van Tankred Dorst – Regie: Peter Zadek
- 1984: Aus dem Leben der Regenwürmer van Per Olov Enquist, in het Residenztheater in München – Regie: Ingmar Bergman
- 1985: John Gabriel Borkman van Henrik Ibsen, in het Residenztheater in München – Regie: Ingmar Bergman
- 1986: Bantam van Eduardo Arroyo, in het Residenztheater in München – Regie: Klaus Michael Grüber, mit David Bennent
- 1987: Der einsame Weg van Arthur Schnitzler, bij de de Salzburger Festspielen – Regie: Thomas Langhoff
- 1988: Sieben Türen van Botho Strauß, bij de Münchner Kammerspielen – Regie: Dieter Dorn
- 1988: Besucher van Botho Strauß, bij de Münchner Kammerspielen – Regie: Dieter Dorn
- 1991: König Lear van William Shakespeare, bij de Münchner Kammerspielen – Regie: Dieter Dorn
- 1995-2010: Endspiel van Samuel Beckett, Regie: Joël Jouanneau

## Hoorspelen
- 1965: Leo Tolstoi: Krieg und Frieden. Hoorspel bewerkt en geregisseerd door Gert Westphal. Vertaald uit het Russisch door Marianne Kegel. Met Walter Andreas Schwarz, Gustl Halenke, Heinz Bennent, Klausjürgen Wussow en vele anderen. Productie: WDR Keulen. 10 cd's met boekje, Patmos Verlag, Düsseldorf 2006, ISBN 978-3-491-91203-8.
- 1969: Alain Franck: Die Wahrheit – Regie: Otto Düben (SDR)
- 1968: Wolfgang Kirchner: Fräulein unbekannt – Regie: Hermann Naber (SWF)
- 1969: Peter Stripp: Durch die Blume – Regie: Hans Gerd Krogman (SWF)
- 1970: Rainer Puchert: Bei Nacht sind alle Katzen grau – Regie: Walter Adler (SWF)
- 1988: Botho Strauß: Bagatellen – Regie: Dieter Dorn (Hörspiel – WDR)

- Bibsys: 2115139
- Biblioteca Nacional de España: XX1594903
- Bibliothèque nationale de France: cb13891354t (data)
- CiNii: DA13944123
- Gemeinsame Normdatei: 129386952
- International Standard Name Identifier: 0000 0001 1442 0258
- Library of Congress Control Number: no99067648
- Nationale Bibliotheek van Tsjechië: xx0150966
- Nationale Bibliotheek van Israël: 987007342219105171
- Nederlandse Thesaurus van Auteursnamen: 330538543
- Système universitaire de documentation: 060321423
- Virtual International Authority File: 37101064
- WorldCat: E39PBJw4Dj36KHhMYxMr7yHwG3